# Reingard Voigt
Reingard Voigt (* 23. September 1911 in Gleicherwiesen; † 1989 in Düsseldorf) war eine deutsche Künstlerin und Kostümbildnerin beim reichsdeutschen Film.

## Leben und Wirken
Reingard Voigt erhielt ihre künstlerische Ausbildung zwischen 1929 und 1931 bei Paul Klee am Bauhaus und betätigte sich zu dieser Zeit bereits als Malerin. Als mit Machtantritt der Nationalsozialisten die Kunst ihres Lehrmeisters als „entartet“ gegeißelt wurde, wandte sie sich anderen Betätigungsfeldern zu und kam schließlich zum Film. Hier entwarf sie in nur sieben Jahren die Kostüme zu einer Reihe von ambitionierten Filmen, zum Teil mit tendenziösem Charakter. Zu ihren wichtigsten Beiträgen gehören die Kleider zu der Sudermann-Verfilmung Johannisfeuer, den Propagandafilmen Achtung! Feind hört mit! und Mein Leben für Irland, einer historischen Liebesgeschichte um Hans Christian Andersen und Jenny Lind Die schwedische Nachtigall, zu Arthur Maria Rabenalts beiden Zirkusfilmen Die 3 Codonas und Zirkus Renz, zu dem frühen Farbfilm Ein toller Tag sowie zu der letzten Großproduktion des Dritten Reichs, Wolfgang Liebeneiners unvollendet gebliebenem Tendenz- und Zeitstück Das Leben geht weiter, zugleich auch Voigts letzter Beitrag für das Kino. Was sie nach dem Krieg beruflich tätigte scheint derzeit nicht bekannt.

## Filmografie (komplett)
- 1938: Das Leben kann so schön sein
- 1939: Johannisfeuer
- 1939: Weißer Flieder
- 1940: Die 3 Codonas
- 1940: Achtung! Feind hört mit!
- 1940: Mein Leben für Irland
- 1941: Die schwedische Nachtigall
- 1941: Kleine Mädchen – große Sorgen
- 1942: Violanta
- 1942: Der Seniorchef
- 1942: Liebespremiere
- 1943: Zirkus Renz
- 1944: Das Leben ruft
- 1944/54: Ein toller Tag
- 1945: Das Leben geht weiter